# Anepitacta
Anepitacta is een geslacht van rechtvleugeligen uit de familie sabelsprinkhanen (Tettigoniidae). De wetenschappelijke naam van dit geslacht is voor het eerst geldig gepubliceerd in 1891 door Brunner von Wattenwyl.

## Soorten
Het geslacht Anepitacta omvat de volgende soorten:
- Anepitacta bicaudata Beier, 1965
- Anepitacta egestoides Beier, 1967
- Anepitacta egestosa Karsch, 1893
- Anepitacta gaillardi Roy, 1967
- Anepitacta guentheri Gorochov, 1994
- Anepitacta guineensis Beier, 1965
- Anepitacta inconspicua Brunner von Wattenwyl, 1891
- Anepitacta lomana Roy, 1971
- Anepitacta nigerica Beier, 1965
- Anepitacta scrofina Beier, 1965
- Anepitacta wrightae Naskrecki, 2008
- Anepitacta katangica Beier, 1965
- Anepitacta olsufievi Gorochov, 1993